# FGFR2
El receptor 2 del factor de crecimiento del fibroblasto (FGFR2 en inglés) también CD332 (grupo de diferenciación 332) es una proteína que está codificada por el gen FGFR2 que reside en el cromosoma humano 10. 
El FGFR2 es un receptor para el factor de crecimiento de fibroblasto.
La proteína codificada por este gen forma parte de la familia de receptores del factor de crecimiento de los fibroblastos, donde la secuencia aminoácida se conserva de manera elevada entre los miembros y a lo largo de la evolución. Los miembros de la familia del FGFR2 difieren unos de otros en sus afinidades de ligando y la distribución del tejido.

Una proteína representativa de cuerpo entero consiste de una región extracelular, compuesta por tres  dominios símil inmunoglobulína, un solo segmento hidrófobo que abarca un segmento de membrana y un dominio de tirosina quinasa citoplasmática. La porción extracelular de la proteína interacciona con los factores de crecimiento del fibroblasto, poniendo en marcha una cascada de señales descendentes, lo que finalmente influencia la mitogénesis y la diferenciación. Este particular miembro de la familia es un receptor de gran afinidad para el factor de crecimiento ácido, básico y/o queratinocitario, en función de la isoforma. 

## Función
El receptor 2 del factor de crecimiento de fibroblastos (FGFR2 en inglés) tiene importantes roles en el desarrollo embrionario y la reparación tisular, especialmente en los huesos y vasos sanguíneos.

Al igual que los demás miembros de la familia de receptores del factor de crecimiento del fibroblasto, estos receptores se señalan por la vinculación de su ligando y dimerización (emparejamiento de receptores), que causa que los dominios de la tirosina quinasa inicien una cascada de señalización  intracelular. A nivel molecular, estas señales median la división celular, el crecimiento y la diferenciación.

## Isoformas
El FGFR2 tiene dos formas presentes naturalmente (isoformas), el FGFR2-lllb y el FGFR2-lllc, creados por empalme del tercer dominio proteico similar a inmunoglobulina. El FGFR2-lllb se encuentra predominantemente en tejidos derivados del ectodermo y en el revestimiento del órgano endotelial, p. ej. la piel y los órganos internos. El FCR2F-lllc se encuentra en el mesénquima, que incluye hueso craneofacial y, por esta razón, las mutaciones de este gen e isoforma se asocian a la craneosinostosis.

## Interacciones
Se ha demostrado que el receptor 2 del factor de crecimiento del fibroblasto interacciona con el FGF1. Las isoformas empalmadas, sin embargo, difieren en la unión: 
- El FGFR2-lllb se une a FGF-1, -3, -7, -10, -22
- El FGFR2-lllc se une a FGF-1, -2, -4, -6, -8, -9, -17 y -18. 
Estas diferencias de unión no son sorprendentes, pues el ligando del FGF se sabe que se une a un segundo y tercer dominio inmunoglobulínico del receptor.[5][6]

## Importancia clínica
Las mutaciones (cambios en el gen) se asocian con numerosas «condiciones» médicas que incluyen el desarrollo óseo anormal (p. ej. síndromes de craneosinostosis) y cáncer. 

### Síndromes de craneosinostosis
- El síndrome de Apert, el tipo más conocido de acrocefalosindactilia, se caracteriza por anomalías en el cráneo y la cara, como una fisura palatina, y en las manos y pies.
- El síndrome de Antley-Bixler, caracterizado por sinostosis trapezoidal, craneofacial y esquelética, más camptodactilia, se hereda como un rasgo recesivo.
- El síndrome de Pfeiffer, otro tipo de acrocefalosindactilia, incluye pulgares anchos y dedos de los pies grandes, heredados de forma autosómica dominante.
- El síndrome Crouzon, un trastorno craneofacial sin problemas de mano o pie, y una posible fisura palatina, heredada como un rasgo dominante.
- El síndrome de Jackson-Weiss

### Cáncer
El cáncer de mama, una mutación o un polimorfismo de nucleótido único (SNP) en el intrón 2 del gen FGFR2 se asocia a un gran riesgo de cáncer de mama; sin embargo, el riesgo solo aumenta ligeramente, ya que el riesgo de cáncer de mama a lo largo de la vida es del 10% del promedio de mujeres del mundo industrializado, al 12-14% de riesgo en portadoras de SNP. Se han encontrado mutaciones sin sentido del FGFR2 en el cáncer de endometrio y en el melanoma.

### Como objetivo farmacológico
El AZD4547 es un inhibidor de la tirosina quinasa que se dirige a FGFR1-3. Se han demostrado las primeras pruebas de eficacia en pacientes con cáncer gástrico con un alto nivel de amplificación del FGFR2 (Cancer Discovery, 2016). El FPA144 es un anticuerpo monoclonal que se une a FGFR2b (una forma de FGFR2) e impidiendo la unión de ciertos FGF. En 2014, un ensayo clínico empezó tratar los tumores gástricos que sobre-expresan el FGFR2b.
Otro enfoque dirigido al FGFR2 es el uso de inhibidores alostéricos. El alofanib es un nuevo inhibidor alostérico de pequeña molécula, el primero de su clase, del FGFR2. Se vincula al dominio extracelular del FGFR2 y tiene un efecto inhibidor en la fosforilación inducida por el FGF2. Los principales beneficios de los inhibidores alostéricos son la alta selectividad y la baja toxicidad [Tsimafeyeu et al. ESMO Asia, 2016]. Se ha seleccionado un protocolo de estudio clínico de fase lb para el taller ECCO-AACR-EORTC-ESMO sobre los métodos en investigación sobre cáncer clínico, más conocido como taller de ‘Flims’ y el estudio clínico de seguridad y eficacia preliminar del alofanib se iniciará al comienzo del 2017.

## Mutaciones
Las mutaciones del FGFR2 se asocian a síndromes de craneosinostosis, que son malformaciones craneales causadas por la fusión prematura de las suturas craneales y otras características de la enfermedad, en función de la mutación en sí misma. Algunos análisis de anomalías cromosómicas en pacientes llevaron a la identificación y confirmación del FGFR2 como un labio leporino y/o un locus palatino. A nivel molecular, las mutaciones que afectan al FGFR2-IIIc se asocian a marcados cambios en la proliferación y diferenciación de los osteoblastos. Se piensa que la alteración en la señalización del FGFR2 subyacen a los síndromes de craneosinostosis. Hasta la fecha, existen dos mecanismos de la alteración de la señalización del FGFR2. El primero está asociado a la activación constitutiva del FGFR, donde el receptor del FGFR2 siempre está señalando, independientemente de la cantidad de ligando FGF. Este mecanismo se encuentra en pacientes con el síndrome de Crouzon y Pfeiffer. El segundo, que se asocia con el síndrome de Apert, es una pérdida de la especifidad de la isoforma FGFR2, lo que resulta en la unión del receptor a los FGF que no se suele unir.